# 청룡영화상
청룡영화상(靑龍映畵賞, Blue Dragon Film Awards)은 대한민국의 영화를 대상으로 하는 영화상이다. 한국 영화의 진흥을 위하여 1963년 조선일보 주최로 시작되었다. 1973년 영화법 개정으로 인하여 스크린쿼터제가 도입되고, 한국영화의 질이 상당 수준 떨어졌다고 판단하여 한때 폐지되었었으나, 이후 17년 뒤 1990년에 스포츠조선과 조선일보의 후원으로 부활하였다. 지금까지 17개 부문의 시상 부문이 결정되어 이어져오고 있다. 현재 대한민국에서 상당한 영향력을 갖고 있는 영화제이다.

## 시상 부문
- 최우수 작품상 : 1년간 대한민국에서 개봉된 장편영화 작품 중 가장 완성도 높은 작품에 시상함.
- 감독상 : 1년간 대한민국에서 활동한 영화감독 중 가장 우수한 감독에게 시상함.
- 남녀주연상 : 1년간 대한민국에서 개봉된 영화에 출연한 주연 배우 중 가장 우수한 자에게 시상함.
- 남녀조연상 : 1년간 대한민국에서 개봉된 영화에 출연한 조연 배우 중 가장 우수한 자에게 시상함.
- 촬영상 : 1년간 대한민국에서 개봉된 영화에 가장 우수한 촬영감독에게 시상함.
- 조명상 : 1년간 대한민국에서 개봉된 영화에 가장 우수한 조명감독에게 시상함.
- 각본상 : 1년간 대한민국에서 개봉된 영화의 각본 중 가장 우수한 각본에 시상함.
- 기술상, 미술상, 음악상 : 해당하는 자에게 시상함.
- 신인감독상 : 1년 사이 대한민국에서 활동을 시작한 감독 중 그 첫 작품이 우수한 자에게 시상함.
- 신인남녀연기상 : 1년 사이 대한민국에서 최초로 영화에 출연한 자 중 우수한 자에게 시상함.
- 인기스타상 : 1년간 대한민국 영화에 출연한 자 중 인기있었던 자를 시상함.

## 시상 과정
- 전문가들과 네티즌 투표를 통해 수상 후보작(후보자) 결정.
- 청룡영화상 집행 위원회의 추천을 받은 9인 심사위원회 결성.
- 9인의 심사위원단 회의를 통하여 수상작(자)을 결정.
- 연말 지정된 장소에서 시상식을 진행함.[1]

## 중계 방송사
| 연도                                                     | 방송사 |
| -------------------------------------------------------- | ------ |
| 1990년(11회), 1993년(14회) ~ 2000년(21회)                | MBC    |
| 1992년(13회)                                             | KBS1   |
| 2001년(22회) ~ 2010년(31회), 2021년(42회) ~ 2024년(45회) | KBS2   |
| 1991년(12회), 2011년(32회) ~ 2021년(41회)                | SBS    |

## 역대 MC

### 남자
- 1990년 : 안성기
- 1991년 : 이계진
- 1992년 : 김동건
- 1993년 ~ 1994년 : 이덕화
- 1995년, 1997년 :  박중훈
- 1996년, 1998년 ~ 2000년 : 문성근
- 2001년 : 이병헌
- 2002년 ~ 2008년 : 정준호
- 2009년 ~ 2011년 : 이범수
- 2012년 ~ 2016년 : 유준상
- 2017년 : 이선균
- 2018년 ~ 2023년 : 유연석
- 2024년 : 이제훈

### 여자
- 1990년 : 이혜영
- 1991년 : 이혜숙
- 1992년 : 김자영
- 1993년 ~ 1997년, 1999년 ~ 2023년 :  김혜수
- 1998년 : 심혜진
- 2024년 : 한지민